# Romulus a Ersilie
Romulus a Ersilie (v italském originále Romolo ed Ersilia) je italská opera ve třech dějstvích českého skladatele Josefa Myslivečka složená na libreto italského básníka Pietra Metastasia, které bylo poprvé provedeno v roce 1765 na hudbu Johanna Adolfa Hasseho. Tato opera (a všechny ostatní Myslivečkovy opery) náleží k žánru vážné opery nazývanému v italštině opera seria.

## Vznik a historie díla
Romulis a Ersilie patří mezi pozdní Metastasiova libreta, která neupoutala tolik skladatelů jako jeho dřívější díla, a bylo v době, kdy se jej ujal Mysliveček, poměrně nové. Původně bylo napsáno k sňatku pozdějšího císaře Leopolda II.; Myslivečkova opera byla napsána k narozeninám Leopoldovy sestry, neapolské královny Marie Karolíny. Premiéra se konala v neapolském divadle Teatro San Carlo dne 13. srpna 1773.
Hudba k této opeře byla složena ve spěchu, neboť Mysliveček byl až do poloviny července 1773 zadržen v Capui, na hranici Neapolského království, protože neměl cestovní pas. Ředitelství divadla Teatro San Carlo se rozhodlo tříaktovou operu rychle rozdělit mezi tři přítomné skladatele – Picciniho, Paisiella a Insanguina -, ale Myslivečkovi se podařilo vyřešit své potíže včas a zakázku splnit. Přitom se však značně zadlužil a před vězením pro dlužníky jej zachránila jen intervence rakouského vyslance hraběte Jana Josefa Wilczka. Z uměleckého hlediska byl ale výsledek velmi úspěšný a vedl ihned k další zakázce, totiž opeře pro královniny narozeniny příštího roku (opera Artaxerxés). Týdeník Notizie del mondo o této opeře uváděl: Protože nynější opera, zhudebněná kapelníkem Myslivečkem, dosáhla významného přijetí u dvora i veřejnosti, žádá impresário královský souhlas, který král uděluje, aby mohl objednat tohoto Maestra také pro příští rok, a to právě na operu 13. srpna, aby neuzavřel smlouvy s mnohými dalšími divadly Itálie, či snad Evropy, protože bývá všude zadržován jako jeden z nejlepších. Celkově složil Mysliveček pro Teatro San Carlo šest dalších oper před svou smrtí roku 1781, čímž se stal nejhranějším skladatelem 70. let 18. století v tomto divadle. To poukazuje na jeho význačné postavení mezi skladateli té doby, neboť San Carlo bylo nejprestižnější světovou scénou pro italskou operu seria. Role trojice hlavních hrdinů Romula a Ersilie byly obsazeny třemi významnými zpěváky: Gasparem Pacchierottim, Annou de Amicis-Buonsolazziovou a Giuseppem Tibaldim.

## Osoby a první obsazení
| Osoba                                                                             | Hlasový obor          | Premiéra (13. srpna 1773)             |
| --------------------------------------------------------------------------------- | --------------------- | ------------------------------------- |
| Romulus (Romolo), král a zakladatel Říma                                          | mezzosoprán (kastrát) | Gaspare Pacchierotti                  |
| Ersilie (Ersilia), vznešená sabinská princezna, snoubenka Romulova                | soprán                | Anna de Amicis-Buonsolazzi            |
| Curtius (Curzio), otec Ersilie                                                    | tenor                 | Giuseppe Tibaldi                      |
| Acrontes (Acronte), nesmiřitelný nepřítel Romula, rovněž zamilován do Ersilie     | soprán (kastrát)      | Pietro Santi                          |
| Valerie (Valeria), vznešená římská paní, snoubenka Acronta, který ji však opustil | soprán                | Margherita Gibetti                    |
| Ostilius (Ostilio), římský patricij a Romulův přítel                              | soprán                | Rosaria de Juliis (v kalhotkové roli) |

## Děj opery
Opera se odhrává v právě založením Římě. Když jej Romulus se svými bojovníky založili, nedostávalo se jim žen, proto unesli ženy kmene Sabinů. Sabinky byly svěřeny do přísné péče římských matron a postupně svolily k sňatku s římskými muži; právě se chystá svatební obřad. Jen nejvznešenější a nejkrásnější z nich, Ersilie, dcera Curtia, knížete Antemnatů, odmítá uzavřít sňatek s Romulem bez souhlasu svého otce.

### 1. dějství
Na foru Romanu probíhá za účasti všeho lidu hromadná svatba sabinských žen s římskými muži. Obřadu přihlížejí i Romulus a Ersilie, která opět zásadně odmítá jeho nabídku k sňatku. Římský lid si však přeje ženu pro svého krále a Romulův přítel Ostilius mu navrhuje, aby si vyhledal jinou manželku, na to ale nechce Romulus ani pomyslet. Ani Římanka Valerie Ersilii nepřesvědčí. V Římě se objevuje Acrontes, kníže Římanům nepřátelských Ceninesů, který kdysi Valerii opustil a ucházel se neúspěšně o ruku Ersilie. Valerie, která je do něj dosud zamilována, jej poznává, ale neprozradí. Stejně tak se v přestrojení objevuje Ersiliin otec Curtius. Acrontes mu nabízí spojenectví, ale Curtius je obezřetný. Uvěří mu však, že jeho dcera si vzala Římana.
Ostilius je sám zamilován do Valerie, přesvědčuje však Ersilii, aby Romula – když už ho nechce sama – přesvědčila k sňatku s Valerií. Ersilie, které ve skutečnosti není Romulus lhostejný, odmítá zasahovat. Setkává se se svým otcem, který jí nejprve klne, ale když se přesvědčí, že zachovala svou ctnost, chválí jí a hodlá s ní uprchnout. Poté se Ersilie setkává znovu s Romulem, který jí dává volnost jednání a současně opětuje slib své oddanosti. Ersilie je zmítána protichůdnými pocity.

### 2. dějství
Ersilie se obává své rodící se lásky k Romulovi, a proto prosí Curtia, aby jejich odchod uspíšil. Ten si to vykládá jako Ersiliinu touhu po vlasti a sabinskou ctnost. Ostiliovi Ersilie slibuje, že se přimluví za Valerii. Valerie se teprve teď dozvídá o plánu provdat ji za Romula. Vyčítá Ostiliovi, že jí naznačoval svou lásku a teď ji dohazuje někomu jinému, a Ostilio jí připomíná, že ona o něho dosud zájem nikdy neprojevila. Valerie mu slibuje svou přízeň, poukazuje však na svou stále živou lásku k Acrontovi.
Romulus narazí na Acronta v převlečení; nechá ho zatknout a vyvést z Říma. Ersilie se odhodlá promluvit s Romulem a přesvědčit ho, aby si vzal Valerii, ale její rozpaky Romulovi prozradí, že je do něho zamilovaná. Romulus je nadšen, ale Ersilie stále trvá na tom, že se neprovdá bez otcova souhlasu. Ostilius přichází s varováním: Acrontes se svými vojáky napadl Řím. Romulus spěchá do boje.

### 3. dějství
Curtius sděluje Ersilii, že nyní mohou uprchnout, ale Ersilie se domnívá, že zrovna není příhodný okamžik. Valerie – která oplakává smrt své staré lásky Acronta – a po ní Ostilius přinášejí zprávy o vítězství Římanů. Jelikož jeho rival je mrtev, nabízí Ostilius Valerii opět svou lásku a ta tentokrát přijímá.
Římský lid oslavuje Romula. Ersilie a Curtius, kteří se pokoušeli uprchnout, byli zadrženi jako nepřátelé a jen jejich zatčení je uchránilo před hněvem davu. Romulus Curtiovi odpouští a dokazuje mu, že Ersilie jej miluje a on ji. Když se Curtius stále zdráhá svolit ke sňatku, propustí jej Romulus bez dalších podmínek. Tato velkomyslnost pohne Curtiem a nakonec své svolení uděluje. Všichni se radují.

## Nahrávky
- předehru nahrála rakouská dirigentka Michi Gaiggová a L'Orfeo Baroque Orchestra, vydal CPO Records

- árie "Sorprender mi vorresti", "Basta così vincesti", Arias for Anna De Amicis. Aparte: 2011. Les Talens Lyriques, dir. Christophe Rousset, sol. Teodora Gheorghiu